# Crveno Selo
Crveno Selo (en serbio: Црвено село) es un barrio del distrito Mali Bajmok de Subotica en Serbia. Está poblado en gran parte por la minoría Bunjevac y tiene una población de aproximadamente 650 habitantes.